# ثقافة الصناع

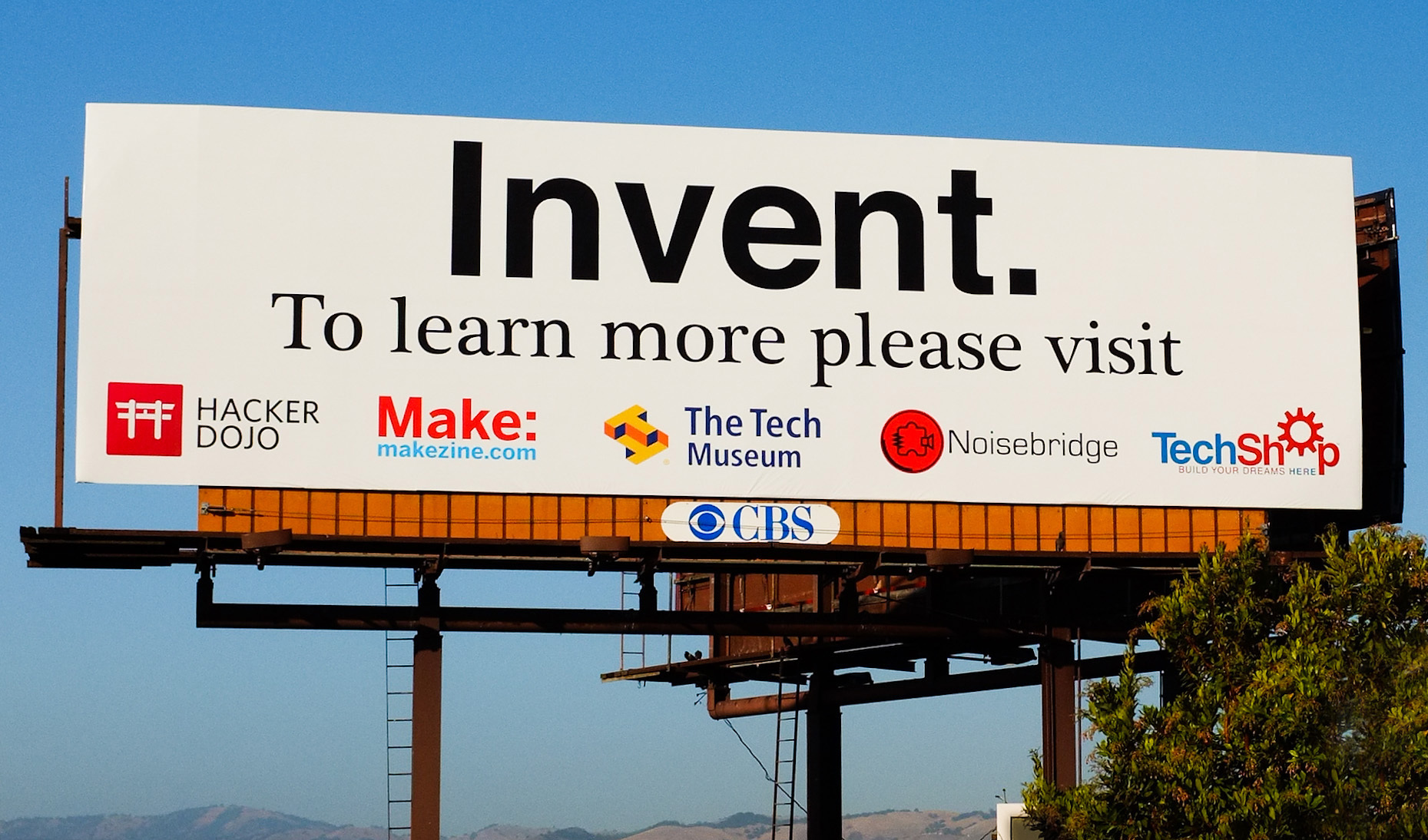
لوحة في وادي السليكون

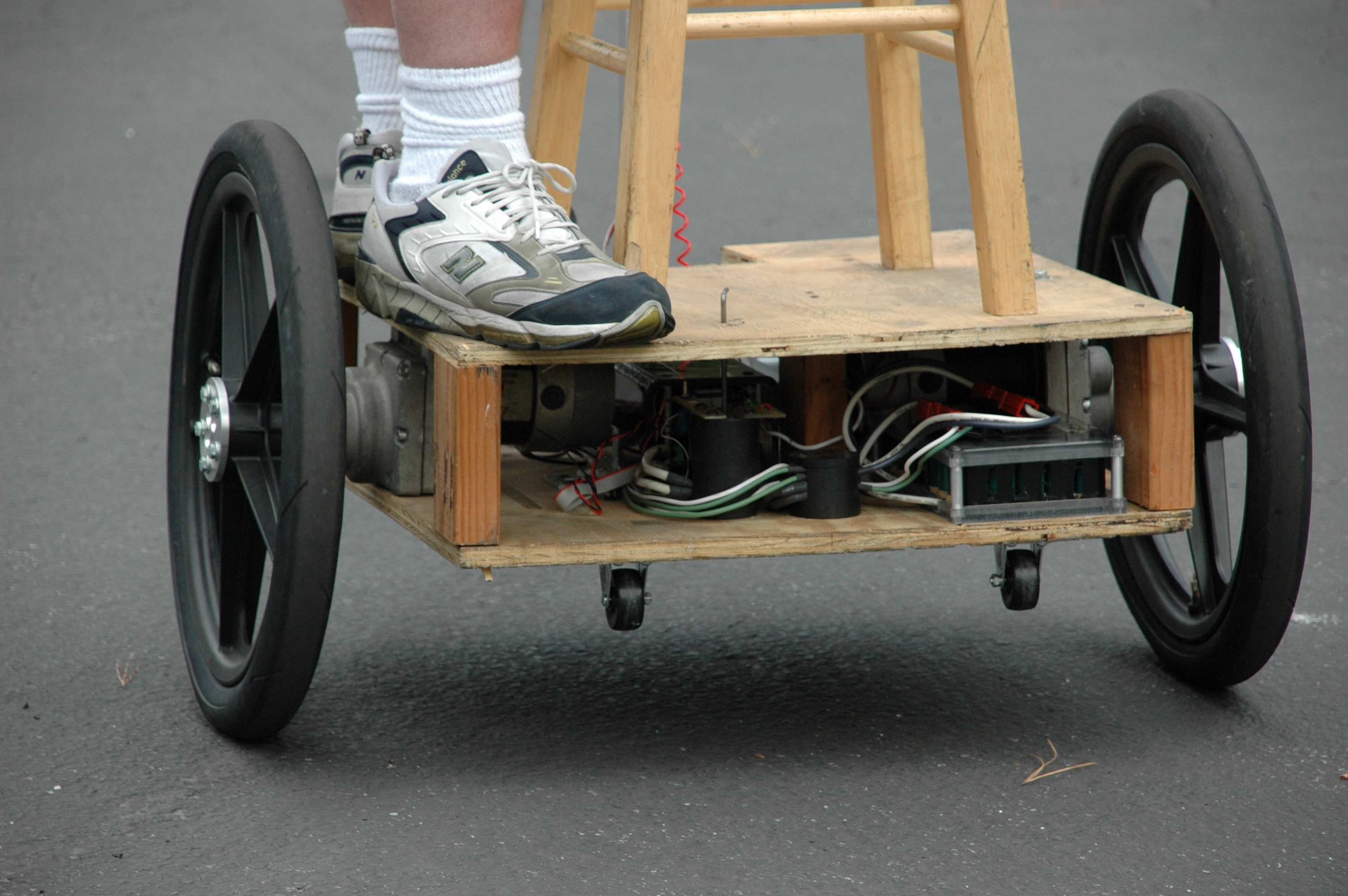
من ميكر فير سان ماتيو 2008

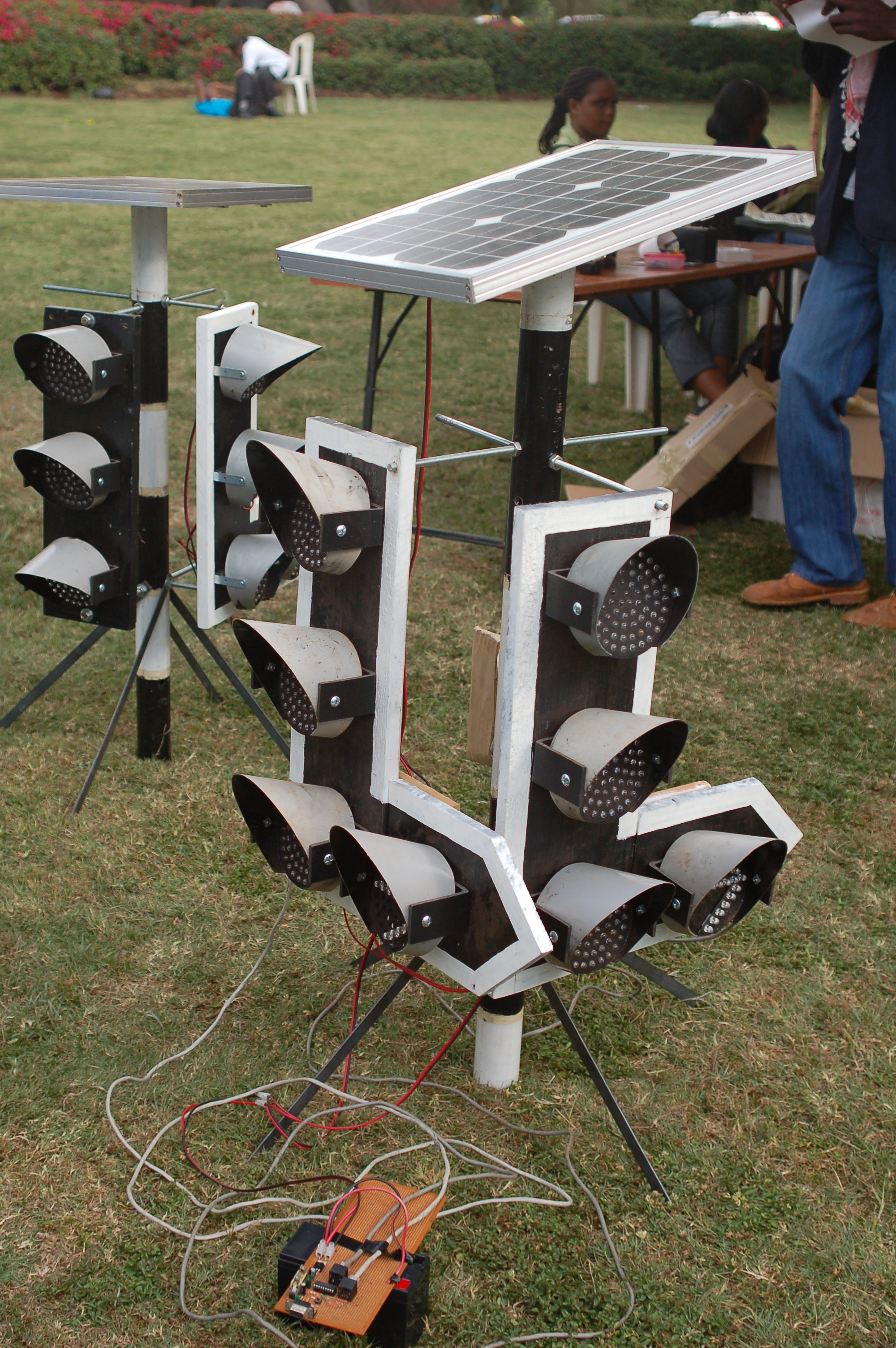
نموذج لإشارة ضوئية بالطاقة الشمسية في ميكر فير أفريقيا

ثقافة الصناع هي ثقافة معاصرة أو ثقافة فرعية تمثل امتدادا قائما على التكنولوجيا من ثقافة افعلها بنفسك، وتتقاطع مع ثقافة التعديل (التي لا تهتم بالأشياء المادية حيث أنها تركز على البرامج) وترتقي في إنشاء أجهزة جديدة وكذلك ترقيع الأجهزة الموجودة. ثقافة الصناع بشكل عام تدعم الأجهزة مفتوحة المصدر. تشمل الاهتمامات النمطية التي تتمتع بها ثقافة الصناع الملاحقات الموجهة للهندسية مثل الإلكترونيات، والروبوتات، والطباعة ثلاثية الأبعاد، واستخدام أدوات التحكم الرقمي في الكمبيوتر، فضلاً عن الأنشطة التقليدية مثل الأعمال المعدنية، والنجارة، وبصفة أساسية الفنون والحرف التقليدية. وتشدد تلك الثقافة على نهج القص واللصق لتكنولوجيات الهواة التقليدية، وتشجع إعادة استخدام الوصفات وطرق الإعداد للتصاميم المنشورة على المواقع الإلكترونية والمنشورات أو المجلات الموجهة للصناع. هناك تركيز قوي على استخدام وتعلم المهارات العملية وتطبيقها على التصميمات المرجعية. هناك أيضا عمل متنام على العدالة وثقافة الصناع.

## التركيز الفلسفي
حركة الصناع هي حركة اجتماعية بروح الحرفيين. إن تعزيز المساواة في حركة الصناع أمر أساسي لنجاحها في إضفاء طابع ديمقراطي على الوصول إلى العلوم والتكنولوجيا والهندسة والرياضيات والمجالات الأخرى الغنية بالتكنولوجيا.
تؤكد ثقافة الصناع على التعلم من خلال العمل (التعلم النشط) في بيئة اجتماعية. تؤكد ثقافة الصناع على التعلم غير الرسمي، والشبكي، والقيادة التي يقودها الأقران، والتي تحفزها المتعة وتحقيق الذات. تشجع ثقافة الصانع التطبيقات الجديدة للتكنولوجيات، واستكشاف التقاطعات بين النطاقات وطرق العمل المنفصلة تقليديًا، بما في ذلك العمل بالمعادن، وفن الخط، وصناعة الأفلام، وبرمجة الكمبيوتر. غالبًا ما يُتبادل التفاعل المجتمعي والمعرفة من خلال تقنيات الشبكات، حيث تشكل المواقع وأدوات وسائل التواصل الاجتماعي أساسًا لمستودعات المعرفة وقناة مركزية لتبادل المعلومات وتبادل الأفكار، وتتجلى من خلال الاجتماعات الاجتماعية في المساحات المشتركة مثل معامل الهاكر. جذبت ثقافة المُصنِّعين اهتمام المُعلمين المهتمين بفك ارتباط الطلاب بمواضيع العلوم والتكنولوجيا والهندسة والرياضيات في البيئات التعليمية الرسمية. ويُنظر إلى ثقافة الصناع على أنها تنطوي على القدرة على المساهمة في نهج أكثر تشاركية وإنشاء مسارات جديدة في موضوعات تجعلهم أكثر حيوية وملاءمة للمتعلمين.
يقول البعض أن حركة الصناع هي رد فعل على إزالة قيمة الاستكشاف الفيزيائي وعلى الحس المتنامي بالانفصال عن العالم المادي في المدن الحديثة. تركز العديد من المنتجات التي تنتجها مجتمعات الصناع على الصحة (الغذاء)، والتنمية المستدامة، والبيئية والثقافة المحلية، ويمكن أن ينظر إليها من وجهة النظر هذه على أنها استجابة سلبية للاستهلاكية، والإنتاج الضخم المعولم، وسلاسل المتاجر والشركات متعددة الجنسيات والاستهلاكية.
وكرد فعل على صعود ثقافة المنتجين، تعهد باراك أوباما بفتح عدة منشآت بحث وتطوير وطنية للجمهور. بالإضافة إلى ذلك، أعادت الحكومة الفيدرالية الأمريكية تسمية أحد مراكزها الوطنية «أمريكا تصنع».
لقد أتاحت أساليب التصنيع الرقمي - التي كانت في السابق مجالا حصريا للمؤسسات - التصنيع على النطاق الشخصي، بعد تقدم منطقي واقتصادي مماثل للانتقال من الحواسيب الصغيرة إلى الحواسيب الشخصية في ثورة الكمبيوتر المصغر في السبعينيات. في عام 2005، أصدر ديل دوغيرتي مجلة ميك لخدمة المجتمع المتنامي، يليه إطلاق ميكر فير عام 2006. نشأ هذا المصطلح، الذي صاغه دوجيرتي، ليصبح صناعة كاملة تعتمد على العدد المتزايد من الأشخاص الذين يرغبون في بناء شيء بدلاً من شرائه.
وقد أدى ابتكار طابعة رِب راب ثلاثية الأبعاد لتصنيع النماذج الأولية، وانخفاض التكلفة والتبني الواسع إلى فتح مجالات جديدة من الابتكار. وبما أنه أصبح فعالا من حيث التكلفة صنع عنصر واحد فقط كنموذج (أو عدد صغير من الأدوات المنزلية)،  يمكن وصف هذا النهج بأنه تصنيع شخصي لـ «سوق من شخص واحد».

## مساحات الصناعة

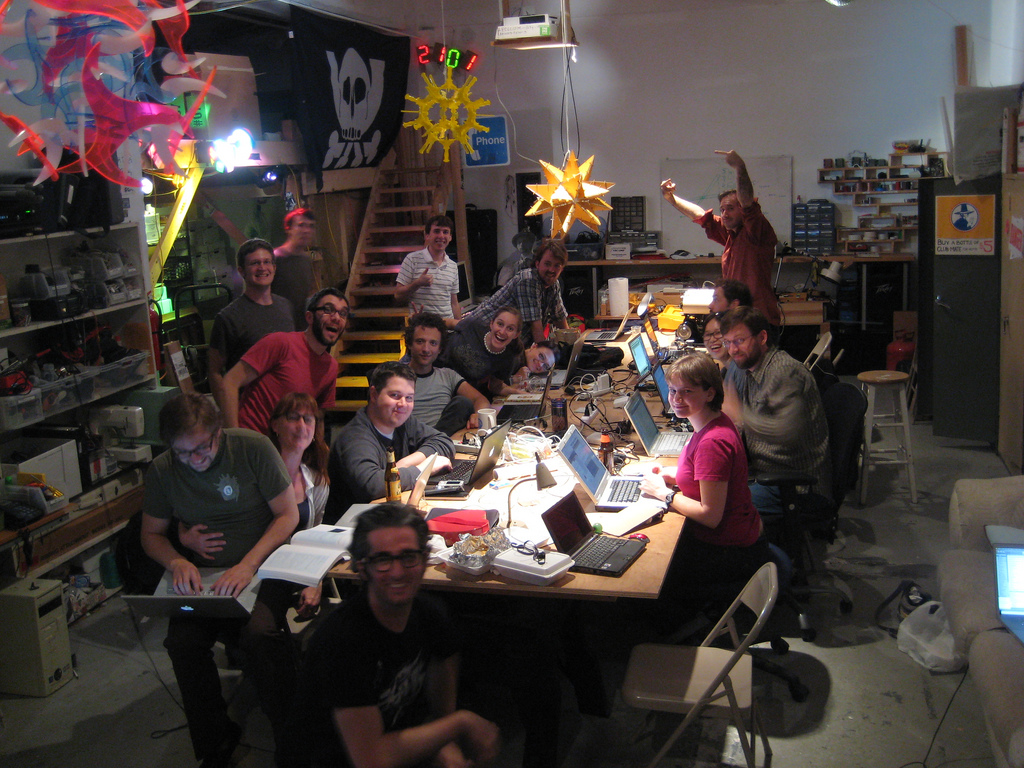
معمل هاكر في نيويورك

ويرتبط صعود ثقافة الصناع ارتباطًا وثيقًا بانتشار مساحات الهاكر وفاب لاب وغيرها من «مساحات الصناعة»، التي يوجد منها الآن العديد حول العالم، بما في ذلك أكثر من 100 في كل من ألمانيا والولايات المتحدة. تسمح مساحات الهاكر للأفراد ذوي التفكير المماثل بمشاركة الأفكار والأدوات والمهارات. بعض معامل الهاكر البارزة والتي رُبطت مع ثقافة الصناع تشمل آرتيسانز أسايلام،  دالاس Makerspace  ، Noisebridge ، NYC ريزيستور، بامبينغ ستيشن: وان، وTechShop . بالإضافة إلى ذلك، يمكن العثور على أولئك الذين بنتمون لتلك الثقافة في جامعات تقليدية ذات توجه تقني، مثل معهد ماساتشوستس للتكنولوجيا وجامعة كارنيجي ميلون (تحديدًا حول مناطق «التسوق» مثل متجر MIT Hobby ونادي CMU Robotics). مع ازدياد شعبية ثقافة المنتجين، أصبحت مختبرات الهاكرز ومختبرات Fab أكثر شيوعًا في الجامعات  والمكتبات العامة. بدأت الحكومة الفدرالية في تبني مفهوم مناطق مفتوحة بالكامل داخل هيئاتها، التي يقع أولها (مختبر SpaceShop السريع للنماذج الأولية) في مركز أبحاث NASA Ames. في أوروبا، أصبحت شعبية المختبرات أكثر بروزًا منها في الولايات المتحدة: فثلاثة أضعاف المختبرات في أمريكا موجودة هناك.
أما خارج أوروبا والولايات المتحدة، فإن ثقافة الصناع آخذة في الارتفاع أيضًا، مع وجود العديد من مساحات الهاكرز أو الصناع التي تمثل معالم في المشهد الريادي والتعليمي للمدن. بالتحديد تم تأسيس HackerspaceSG في سنغافورة من قبل الفريق الذي يقود الآن المسرع الأبرز في المدينة (وخلافيا، جنوب شرق آسيا).JFDI.Asia . من المعروف أن مختبرات Lamba في بيروت هي بمثابة ساحة للهاكرز حيث يمكن للناس التعاون بحرية، في مدينة غالباً ما تنقسم إلى مجموعات عرقية ودينية مختلفة. إن Xinchejian  في شنغهاي هو أول حقل لصيد الهاكر في الصين، والذي يسمح بالابتكار والتعاون في بلد معروف برقابة الإنترنت القوية.
مع صعود المدن، التي ستستضيف 60٪ من البشرية بحلول عام 2030،  المرجح أن تكتسب ساحات الهاكرز والصناع والفاب لاب شهرة، لأنها أماكن لرواد الأعمال المحليين للتجمع والتعاون، وتوفير الحلول المحلية للقضايا البيئية أو الاجتماعية أو الاقتصادية. أطلق معهد المستقبل في هذا الصدد شركة Maker Cities على أنها «لعبة إلكترونية مفتوحة وتعاونية، لتوليد أفكار حول كيف يغير المواطنون العمل والإنتاج والحوكمة والتعلم والرفاهية وأحيائهم وما يعنيه ذلك للمستقبل».
يمكن العثور هنا على الدليل الأكثر شمولاً لـ مساحات الصناع حول العالم.

## الأدوات والأجهزة

### السحابة
تصف السحابة عائلة من الأدوات في خدمة حركة الصانعين، مما يتيح زيادة التعاون، مسارات العمل الرقمي، والتصنيع الموزع (أي تنزيل الملفات التي تترجم مباشرة إلى الأشياء عبر عملية التصنيع الرقمية) والاقتصاد التعاوني. هذا، جنبا إلى جنب مع حركة المصدر المفتوح، التي ركزت في البداية على البرمجيات، وتوسعت إلى الأجهزة مفتوحة المصدر، ويساعدها سهولة الوصول إلى خطط الإنترنت (في السحابة) واتفاقات الترخيص.
بعض الأمثلة على الأدوات القائمة على السحابة تشمل مستودعات المشاريع عبر الإنترنت مثل Appropedia و thingiverse ، والمنصات التعاونية التي بخاصية التحكم في الإصدارات مثل GitHub و wevolver ، منصات مشاركة المعرفة مثل instructables ، wikipedia والويكي الأخرى، بما في ذلك WikiHow و wikifab ومنصات التصنيع الموزعة مثل shapeways و 100k garages .

### أجهزة الكمبيوتر

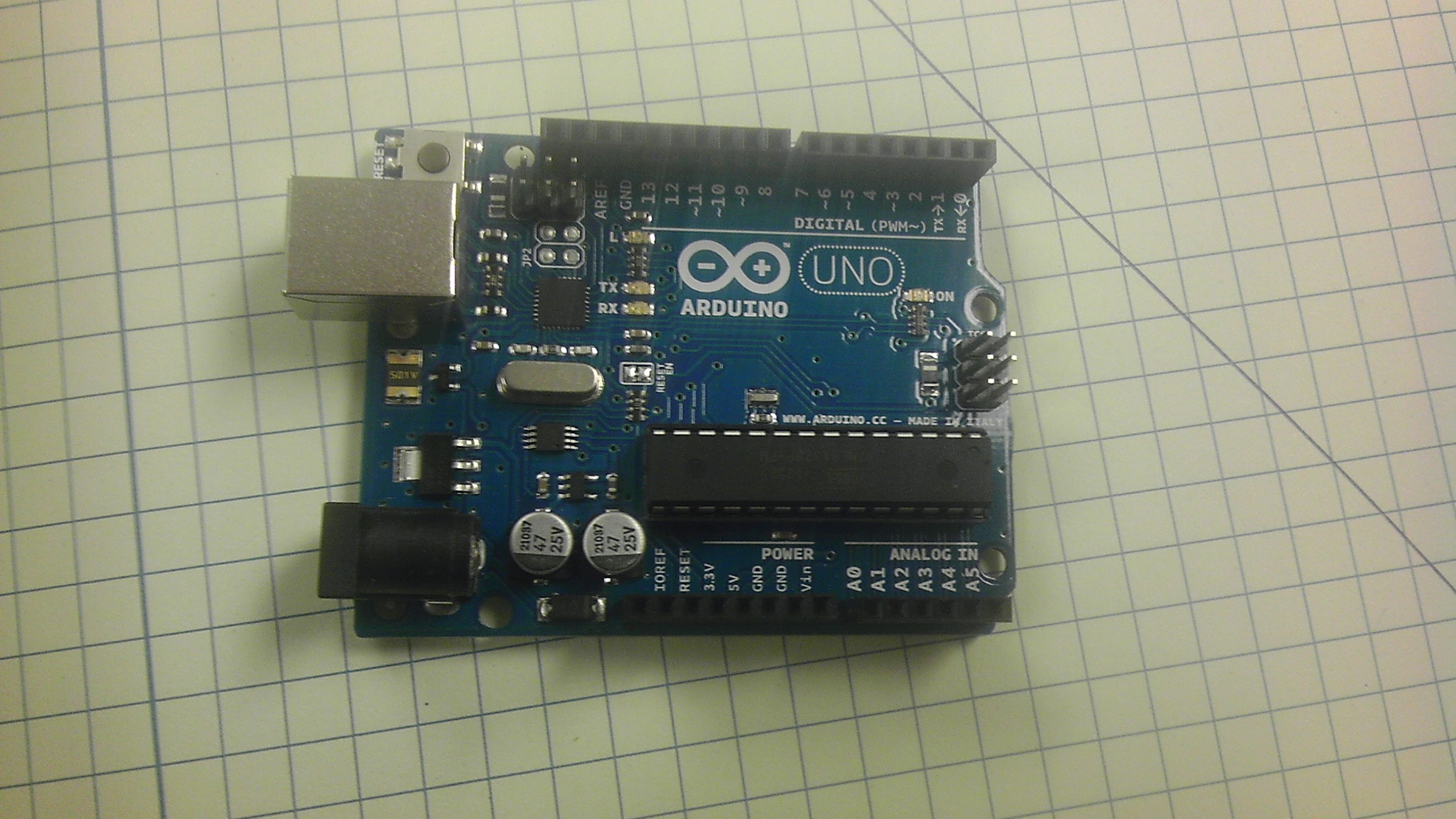
شريحة متحكم دقيق أردوينو

تعد وحدات التحكم الدقيقة القابلة للبرمجة وأجهزة الكمبيوتر ذات اللوحة الواحدة مثل آردوينو ورسبري باي و BeagleBone Black و Intel و Galileo و Edison ، وكثير منها مفتوح المصدر، سهلة البرمجة والاتصال بأجهزة مثل المستشعرات وأجهزة العرض والمُشغلات. هذا يقلل من حاجز الدخول إلى تطوير الأجهزة. مع السحابة، تمكّن هذه التقنية إنترنت الأشياء.

### التصنيع الرقمي

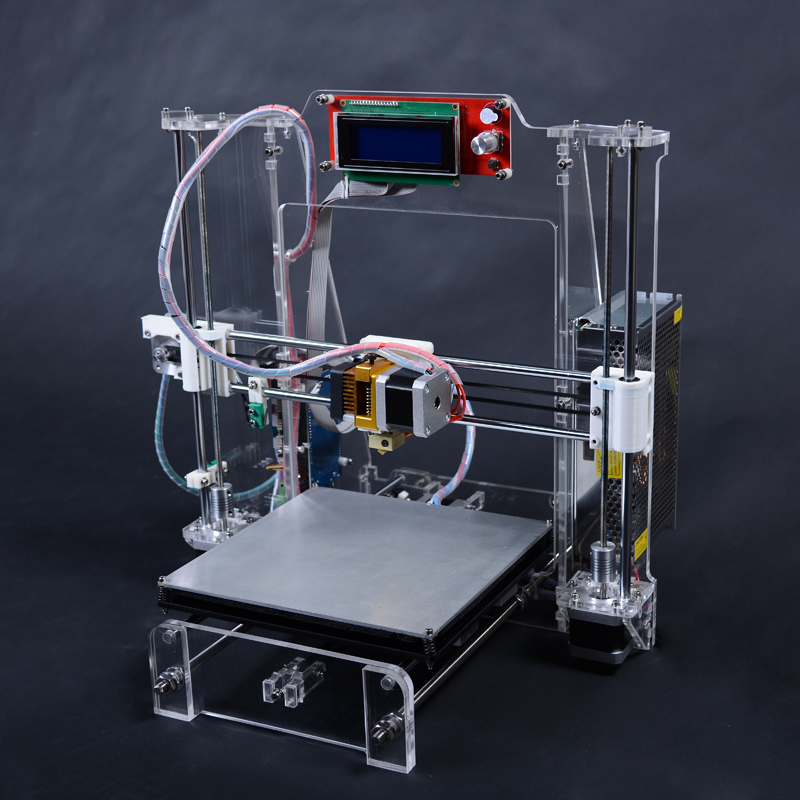
طابعة رب راب ثلاثية الأبعاد

يمكن الآن الطباعة المكتبية ثلاثية الأبعاد بمختلف أنواع البلاستيك والمعادن. بالتعاون مع الالكترونيات الدقيقة مفتوحة المصدر التي تصنعها بنفسك، فيمكن أن تخلق طابعات ثلاثية الأبعاد تلقائية النسخ، مثل RepRap . يتضمن التصنيع الرقمي أيضًا تقنيات تصنيع مطروحة مختلفة، على سبيل المثال. القطع بالليزر، الطحن باستخدام الحاسب الآلي، وآلات الحياكة.
يتطلب تصميم التصاميم الخاصة بالتصنيع الرقمي أدوات تصميم رقمية مثل Solidworks وautodesk و Rhinoceros 3D . في الآونة الأخيرة، برزت برامج أقل تكلفة أو أسهل في الاستخدام. على سبيل المثال، يعد فيوجن 360 مجانيًا للشركات الصغيرة والأفراد، وبرنامج onshape وtinkercad عبارة عن برامج تصميم رقمية مستندة إلى المتصفح.
توفر مستودعات المشاريع عبر الإنترنت العديد من الأجزاء اللازمة للتصنيع الرقمي، حتى بالنسبة للأشخاص غير القادرين على القيام بأعمال التصميم الخاصة بهم. Opendesk هو أحد الأمثلة على الشركة التي قامت بعمل تجاري من خلال تصميم واستضافة المشاريع من أجل التصنيع الرقمي الموزع.

### منصات التمويل
يعد باتريون وكيك ستارتر هما مثالان لمنصات التمويل الموزعة الرئيسية لحركة الصناع.

### أدوات يدوية
ثقافة الصناع لا تعتمد فقط على التقنيات الرقمية الجديدة. تبقى الأدوات التقليدية غير الرقمية ضرورية للحركة. عادة ما تكون الأدوات التقليدية أكثر ألفة ويمكن الوصول إليها، وهو أمر أساسي لثقافة المنتجين. في العديد من الأماكن والمشاريع التي تكون فيها أدوات التصنيع الرقمية غير مناسبة، تكون الأدوات اليدوية كذلك.

## أنواع أخرى من الصنع
تتضمن ثقافة الصناع أنواعًا متعددة من الصناعة - يستعرض هذا القسم بعض الأنواع الرئيسية.

### المعدات العلمية للهواة
وهذا ينطوي على صنع أدوات علمية لعلم المواطن أو مختبرات مفتوحة المصدر. مع ظهور التصنيع رقمي منخفض التكلفة أصبح من الشائع بشكل متزايد للعلماء وكذلك الهواة أن يصنعوا الأجهزة العلمية الخاصة بهم من تصاميم الأجهزة المفتوحة المصدر. Docubricks هو مستودع من أجهزة العلوم مفتوحة المصدر.

### علم الأحياء والطعام والسماد

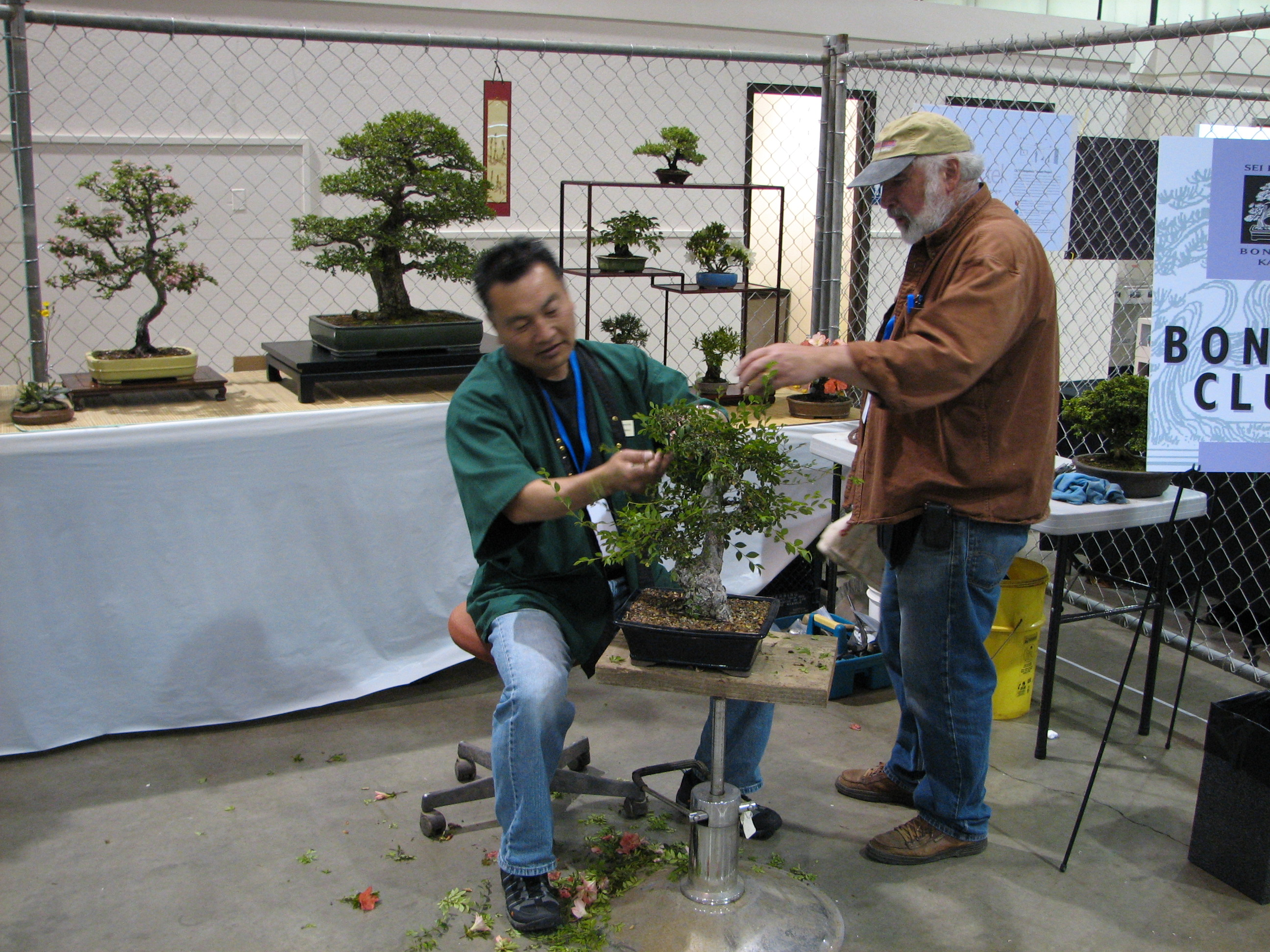
نباتات بونساي في ميكر فير 2008

ومن أمثلة ثقافة المنتجين في إنتاج الأغذية، الخبز، صناعة البيرة، صناعة النبيذ، الخضار، التخليل، النقانق، صناعة الجبن، اللبن ومنتجات الحلويات.
ويمكن أن يمتد هذا أيضًا إلى الزراعة الحضرية والسماد العضوي والبيولوجيا التركيبية.

### ملابس
يمكن أن تشمل الملابس خياطة وتصنيع ذاتي دون خياطة.
يمكن أن تشمل الملابس أيضا المخيطات والاكسسوارات التريكو أو الكروشيه. قد تستخدم بعض آلات الحياكة بدرجات متفاوتة من الزخرفة التلقائية. يمكن ربط آلات الحياكة الإلكترونية بالكامل بأجهزة الكمبيوتر التي تشغل برمجيات التصميم بمساعدة الكمبيوتر. وقد رُبطت لوحات اردوينو بآلات الحياكة الإلكترونية لمزيد من أتمتة العملية.
غالباً ما يستضيف Free People ، بائع تجزئة للملابس الشعبية للشابات، ليالي حرفية داخل أبواب مواقعها في Anthropologie.

### مستحضرات التجميل
وتشمل مستحضرات التجميل المصنعة العطور والكريمات والمستحضرات والشامبو وظلال العيون.
يمكن أن تحتوي مجموعات الأدوات لمستحضرات التجميل على الأكواب، والمقاييس الرقمية، ومقاييس الحرارة المعملية (إن أمكن، من -20 إلى 110   درجة مئوية)، ورق أس هيدروجيني، وقضبان زجاجية، وملاعق بلاستيكية، ورذاذ للتطهير بالكحول.
يمكن إنشاء العطور في المنزل باستخدام الإيثانول (96٪، أو حتى الفودكا أو everclear)، الزيوت العطرية أو الزيوت الأساسية، الزيوت العشبية، حتى مستخرجات النكهة (مثل مستخرج الفانيليا النقي)، الماء المقطر أو مياه الينابيع والغليسيرين. تشمل الأدوات أوعية زجاجية، جرة زجاجية، كوب قياس / ملاعق قياس، قطارة، قمع، ورقائق ألومنيوم أو ورق تغليف.

### الات موسيقية
إن مفهوم الأدوات المنزلية والتجريبية في الموسيقى له جذوره قبل حركة الصانعين، من التجارب المعقدة مع شخصيات مثل ريد غزالة وميشال وايسفيسز الرائدين في تقنيات الانحناء المبكر للدارات إلى مشاريع بسيطة مثل جيتار سيجار بوكس . قام بارت هوبكين بنشر مجلة The Instrumimental Musical Instruments لمدة 15 عامًا يتبعها سلسلة من الكتب حول بناء الأدوات. منظمات مثل Zvex ، WORM ، STEIM ، Death by Audio ، وكاسبر إلكترونيكس تلبي احتياجات جمهور افعل ذلك بنفسك، بينما الموسيقيين مثل نيكولا كولينز ويوري لاندمان ينشئون ويؤدون بأدوات صنعوها بأنفسهم وتجريبية.

### صنع الأدوات
يستطيع المصممون صنع أو تصنيع أدواتهم الخاصة. وهذا يشمل السكاكين، الأدوات اليدوية، المخارط، الطابعات ثلاثية الأبعاد، أدوات العمل الخشبية،  إلخ.

### المركبات
سيارة تركيب، تعرف أيضا باسم «سيارة مكونات»، هي سيارة تتوفر كمجموعة من الأجزاء التي تبيعها الشركة المصنعة والمشتري نفسه يجمعها في سيارة تعمل.
ضبط السيارات يمكن أن يشمل تحويل السيارة لكهربائية .
صنع دراجة نارية وتحويلها هو أيضا من ذلك. على سبيل المثال: Tinker Bike هي مجموعة دراجة نارية مفتوحة المصدر قابلة للتكيف مع المكونات المعاد تدويرها. دراجات NightShift هو مشروع صناع صغير، Makerist في تحويلات دراجة نارية لكهربائية بنفسك.
الدراجات أيضا، لديها مجتمع افعلها بنفسك. دراجات Zenga Bros واسمها Tall Bikes هي مثال على ذلك. ورش عمل الدراجات المجتمعية هي أحد أنواع مساحات الصناع. 

## وسائل الإعلام
تعتبر مجلة MAKE (مجلة نشرت منذ 2004 من قبل O'Reilly Media)، «العضو المركزي لحركة الصناع،»  ومؤسسها، ديل دوغيرتي، يعتبر على نطاق واسع مؤسس الحركة. تشمل وسائل الإعلام الأخرى المرتبطة بالحركة Wamungo و Hackaday و Makery و Weblog Boing الشهير. كتب محرر Boing Boing كوري دكتورو رواية، <i id="mw9w">Makers</i> ، والتي يصفها بأنها «كتاب عن الأشخاص الذين يقومون بتعديل الأجهزة والنماذج التجارية وترتيبات المعيشة لاكتشاف طرق البقاء على قيد الحياة والسعادة حتى عندما يسقط الاقتصاد في المرحاض».
في عام 2016، قامت إنتل برعاية برنامج تلفزيوني واقعي -أعضم صناع أمريكا - حيث يتنافس 24 فريقاً من المصنّعين مقابل مليون دولار.

## معارض الصناع (ميكر فير)
منذ عام 2006، عقدت الحركة معارض منتظمة حول العالم، ميكر فير، والتي جمعت في عام 2012 حشدًا يضم 120,000 شخصًا. يتم أيضًا إنشاء معارض Maker Maker الأصغر التي يقودها المجتمع والمشار إليها باسم Mini Maker Fairs في أماكن مختلفة حيث لم يتم حتى الآن عقد Maker Faire الرسمي المنظم من قبل O'Reilly. ميكر فير يوفر عدة بسيطة ابتدائية لتشجيع انتشار الأحداث المحلية المصغرة.
بعد نموذج Maker Faire ، ظهرت أحداث مماثلة لا تستخدم العلامة التجارية Maker Faire في جميع أنحاء العالم.

## مهرجان أفلام الصناع (ميكر فيلم فيست)
أُعلن عن مهرجان Maker Film في أغسطس 2014 في مركز Powerhouse Science في دورانجو بولاية كولورادو، ويضم «أفلام حول الصناع وصناعتهم للأفلام».

## الانتقادات
تم انتقاد حركة الصناع في بعض الأحيان لعدم تحقيقها لأهداف الشمولية والدمقرطة. أشهر هذه الانتقادات تأتي من مقالة لديب تشاترا، لماذا أنا لست صانعة في ذا أتلانتيك، منتقدة تاريخ الحركة الجندرية والحاضر  ؛ ومقال Evgeny Morozov بعنوان صناعته في New Yorker ، متحدياً لإمكانيات الحركة لتعطيل الابتكار أو دمقرطته؛  وويل هولمان " Toaster Paradox" ، عن مشروع توماس ثوايتس " لتحضير محمصة بنفسه و" دوافع الصانع ".
ينتقد آخرون حركة الصناع على أنها ليست حركة أصلا، ويفترض أن هذا النفاق الأساسي يمتد ليحد من نطاق وتأثير كل جانب من جوانب «الحركة».

## روابط خارجية
- البحث الجماعي غير الرسمي من قبل مجموعة Ananse Group
- The Maker Manifiesto .
- حركة الصناع